# Talia (grazia)

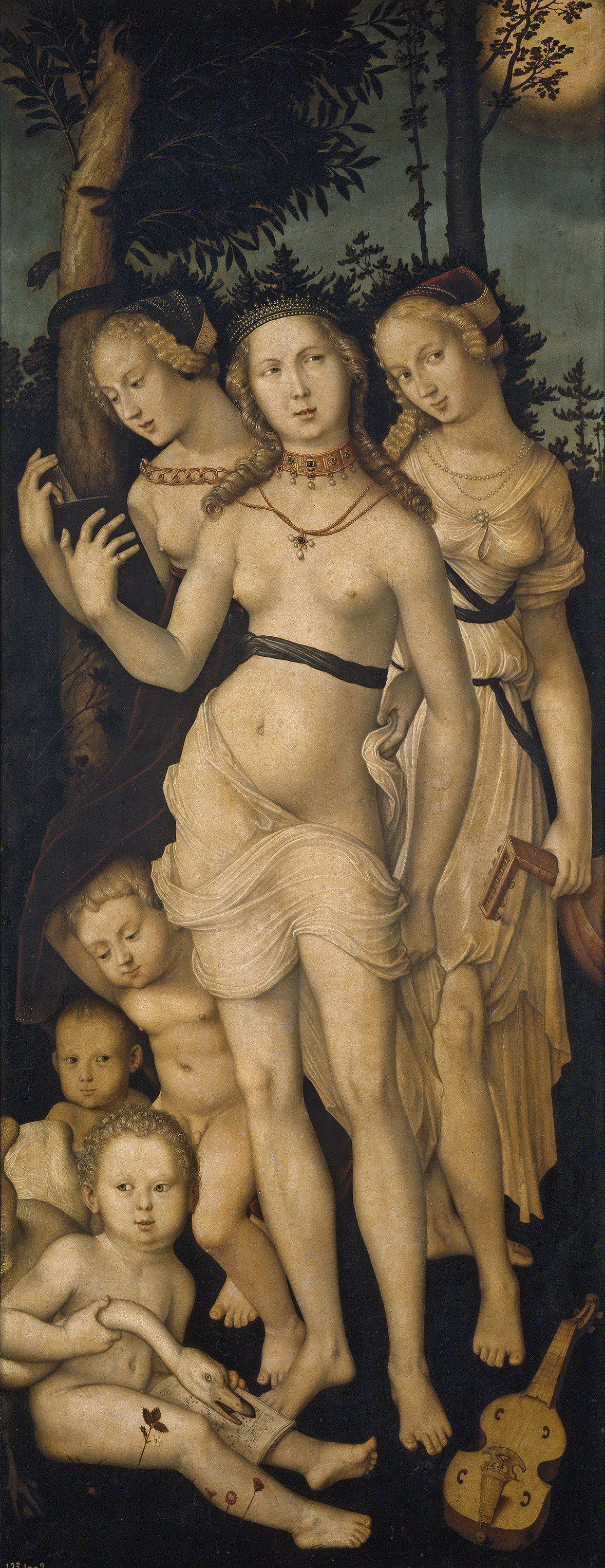
Le tre Grazie, dipinto di Hans Baldung

Talìa è una figura della mitologia greca. Era figlia di Zeus e di Eurinome.
Insieme ad Aglaia ed Eufrosine costituiva le tre Cariti, divinità minori della bellezza della natura che facevano parte del corteggio di Afrodite. Talia nello specifico incarnava la prosperità, ed essendo le Cariti divinità collegate alla natura, Talia era anche la portatrice di fiori.